# Tornow (Teupitz)
Tornow ist seit 1974 ein Ortsteil der Stadt Teupitz im Landkreis Dahme-Spreewald in Brandenburg.

## Geographische Lage

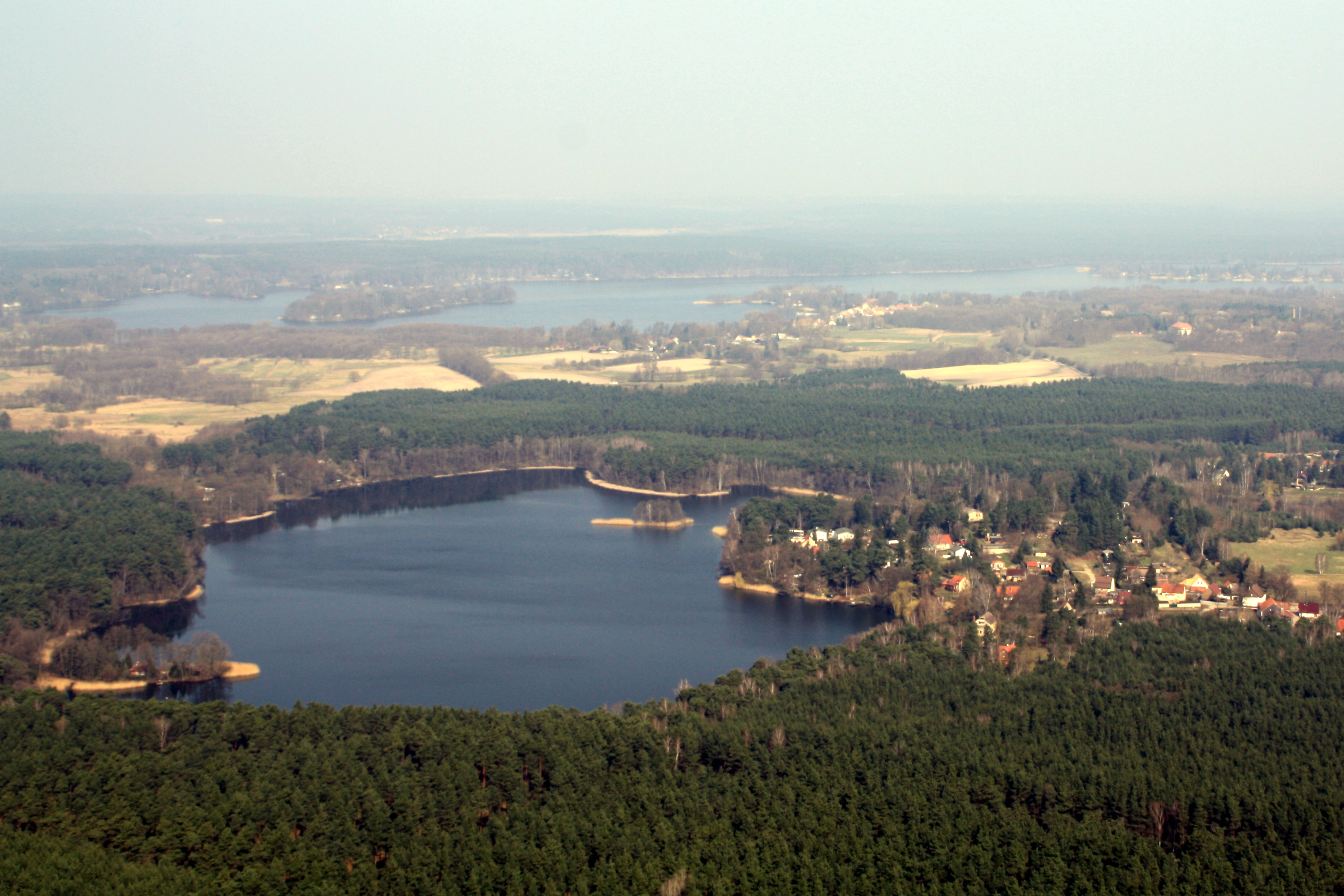
Luftbild: Tornow am Tornower See

Tornow liegt südlich des Stadtzentrums am Tornower See und Briesensee. Im Osten befindet sich die Gemeinde Halbe, südlich liegt Baruth/Mark, westlich der Ortsteil Neuendorf gefolgt von Egsdorf im Nordosten. Der Großteil der Gemarkung ist bewaldet, ein kleinerer Teil wird landwirtschaftlich genutzt. Die Wohnbebauung konzentriert sich um den historischen Dorfanger im nördlichen Ortsteil. Zu Tornow gehört das nordwestlich gelegene Naturschutzgebiet Briesensee und Klingeberg. Die Bundesautobahn 13 überquert im Nordosten südlich der Anschlussstelle Teupitz auf wenigen Metern das Gebiet.

## Geschichte

### 16. bis 18. Jahrhundert
Tornow wurde erstmals im Jahr 1546 als Dorf unter der Herrschaft der Familie Schenk von Landsberg urkundlich erwähnt. Der Ort besaß nie eine eigene Kirche, sondern war immer nach Teupitz eingepfarrt. Die Gläubigen konnte die dortige, 1346 errichtete Heilig-Geist-Kirche besuchen. 1624 lebten 12 Hufner, fünf Kötter und ein Hirte im Ort, die 13 Hufen bewirtschafteten. Tornow wurde im Dreißigjährigen Krieg schwer zerstört und fiel annähernd wüst. Es überlebten im Jahr 1652 lediglich drei Bauern, davon einer mit seinem Sohn. 1685 gab es ein Vorwerk mit einer Schäferei, die von den Schenken verpachtet war. Dort arbeiteten zwei Bauern und ein Kötter. Erst zu Beginn des 18. Jahrhunderts hatte sich der Ort weitgehend von den Kriegseinwirkungen erholt. 1711 gab es 13 Häuser, einen Hirten, einen Schäfer, einen großen und kleinen Knecht sowie einen Hammelknecht. Sie bewirtschafteten nach wie vor 13 Hufe und mussten vier Groschen an die Schenken entrichten. 1717 erwarb das preußische Königshaus die Ländereien des Schenkenländchens und setzte im Amt Teupitz einen Verwalter ein.  1743 lebten 12 Bauern sowie vier Kötter im Dorf. Es gab weiterhin ein Familienhaus sowie einen Hammelstall, der als Vorwerk Replinchen bezeichnet wurde. 1752 waren es 10 Bauern, darunter ein Schulze sowie einen Picher. Drei Pfarrbauern mussten der Kirche zuarbeiten, daneben gab es zwei Kötter und einen Büdner. Im Jahr 1771 – die Anzahl der Wohngebäude war mittlerweile auf 16 Häuser angewachsen – arbeiteten im Ort ein Hirte, ein Schäfer, einen Großknecht, ein Mittelknecht und ein Kleinknecht. Die Abgaben blieben mit vier Groschen für 13 Hufen auf dem Niveau des Jahres 1711. In den darauffolgenden Jahren stieg die Anzahl der Bewohner weiter an.

### 19. Jahrhundert
1801 gab es 22 Feuerstellen (=Wohngebäude), 13 Ganzbauern, zwei Ganzkötter, drei Büdner, fünf Einlieger, sowie eine Schäferei und einen Krug, der im Jahr 2020 als Gaststätte fortbesteht. Bis 1840 kamen zwei weitere Gebäude hinzu. 1858 waren im Ort 14 Hofeigentümer mit neun Knechten und Mägden aktiv. Es gab 16 nebengewerbliche Landwirte und 33 Arbeiter. Von den Hofeigentümern gab es eine große Besitzung, die 313 Morgen bewirtschaftete. Der Löwenanteil entfiel jedoch auf insgesamt 12 Höfe, die 1707 Morgen mit einer Größe von 30 bis 300 Morgen besaßen. Weitere vier Höfe mit einer Größe von 5 bis 30 Morgen kamen zusammen auf 67 Morgen Fläche sowie 13 weitere Höfe unter 5 Morgen, die zusammen lediglich 16 Morgen ausmachten. Weiterhin gab es 19 Arme sowie zwei Tischlermeister und einen Schankwirt. Insgesamt wurden 1860 rund 1219 Morgen Wald, 603 Morgen Acker, 275 Morgen Weide und 6 Morgen Wiese bewirtschaftet. Die Gehöfte nahmen eine Fläche von 36 Morgen ein. In den darauffolgenden Jahren kam es zu einem wirtschaftlichen Aufschwung, der sich auch in einer regen Bautätigkeit niederschlug. So waren es 1860 bereits ein öffentliches sowie 35 Wohn- und 49 Wirtschaftsgebäude und im Jahr 1900 insgesamt 53 Häuser. Die Einwohnerzahl stieg von 195 Personen im Jahr 1840 auf 305 Personen im Jahr 1858.

### 20. und 21. Jahrhundert
Die Mühle erhielt 1904 eine Konzession und entwickelte sich bis in die Zeit des Nationalsozialismus zu einem beliebten Ausflugsziel. Die Bautätigkeit setzte sich auch zu Beginn des 20. Jahrhunderts fort und so gab es in Tornow im Jahr 1931 insgesamt 70 Wohnhäuser. Rund die Hälfte davon war in der Landwirtschaft aktiv, teilweise auch im Nebenerwerb. Es gab drei Betriebe, die 20 bis 100 Hektar bewirtschafteten, jeweils acht Betriebe, die 10 bis 20 Hektar bzw. 5 bis 10 Hektar besaßen sowie 36 Kleinstbetriebe mit 0,5 bis 5 Hektar. 1922 entstand in Tornow eine Försterei. Die Mühle, die zuvor Getreide verarbeitet hatte, wurde nun zu einer Sägemühle umgebaut. 1932 wurde ein Teil des Gebäudes unterspült und stürzte ein.
Nach dem Ende des Zweiten Weltkrieges wurde der Mühlbetrieb eingestellt; das Anwesen verfiel. Insgesamt 37 Hektar wurden enteignet und hiervon 33 Hektar auf insgesamt 22 Neubauern verteilt, die zwischen ein und fünf Hektar Land erhielten. Die Zahl der Einwohner stieg von 361 Personen im Jahr 1939 auf 481 im Jahr 1946 stark an. Zur Zeit der DDR gründen insgesamt 27 Mitglieder im Jahr 1960 eine Landwirtschaftliche Produktionsgenossenschaft Typ I. Sie bewirtschafteten fortan gemeinsam 105 Hektar landwirtschaftliche Nutzfläche und schlossen sich 1969 mit der LPG in Teupitz zusammen. 1973 eröffnete eine Revierförsterei. Im Ort entstanden zwei Wohnblöcke für Soldaten eines Wachregiments der NVA, die im Fort Massow einen Truppenübungsplatz unterhielten. 1974 kam Tornow als Ortsteil zu Teupitz. Die Hohe Mühle wurde Ende des 20. Jahrhunderts saniert und ist im Jahr 2016 in Privatbesitz. Gegenüber dem Gebäude in Richtung Tornower See stehen je eine Sommerlinde und eine Winterlinde als eingetragene Naturdenkmäler. Die Naturschutzgruppe Teupitzer Seengebiet im NABU Dahmeland legte 1995 in Zusammenarbeit der Oberförsterei Hammer und dem Haus am See in Tornow um den Tornower See einen Rundweg an, der dem Besucher die Fauna und Flora auf insgesamt 34 Stationen nahebringt. Dort stehen Kiefern, die teilweise über 200 Jahre alt sind.

## Bevölkerungsentwicklung
| Jahr | Einwohner |
| ---- | --------- |
| 1734 | 101       |
| 1772 | 96        |
| 1801 | 130       |
| 1817 | 108       |
| 1840 | 195       |
| 1858 | 305       |

| Jahr | Einwohner |
| ---- | --------- |
| 1895 | 368       |
| 1925 | 338       |
| 1939 | 361       |
| 1946 | 481       |
| 1964 | 389       |
| 1971 | 462       |

## Kultur und Sehenswürdigkeiten

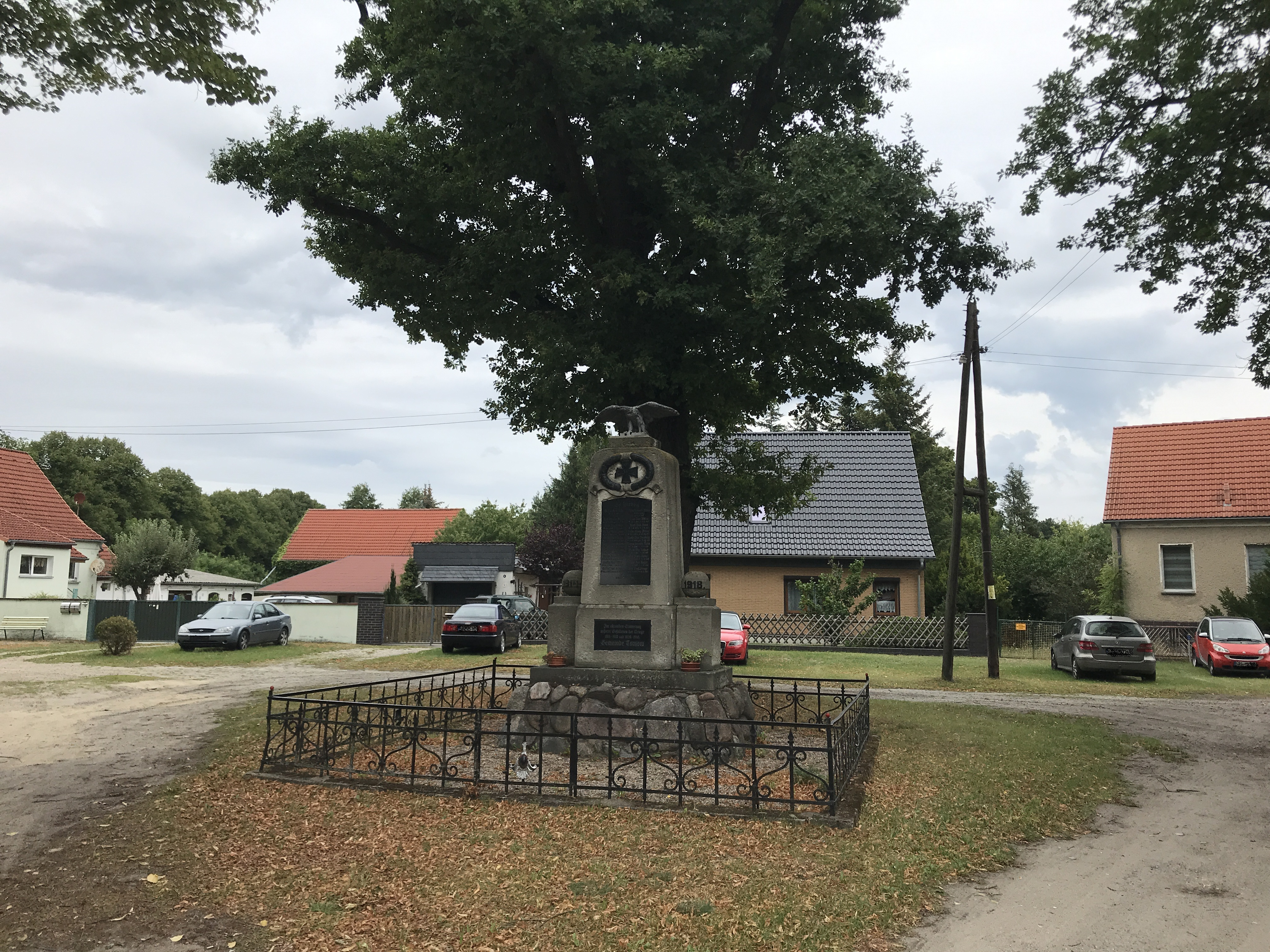
Weltkriegsdenkmal auf dem Dorfanger

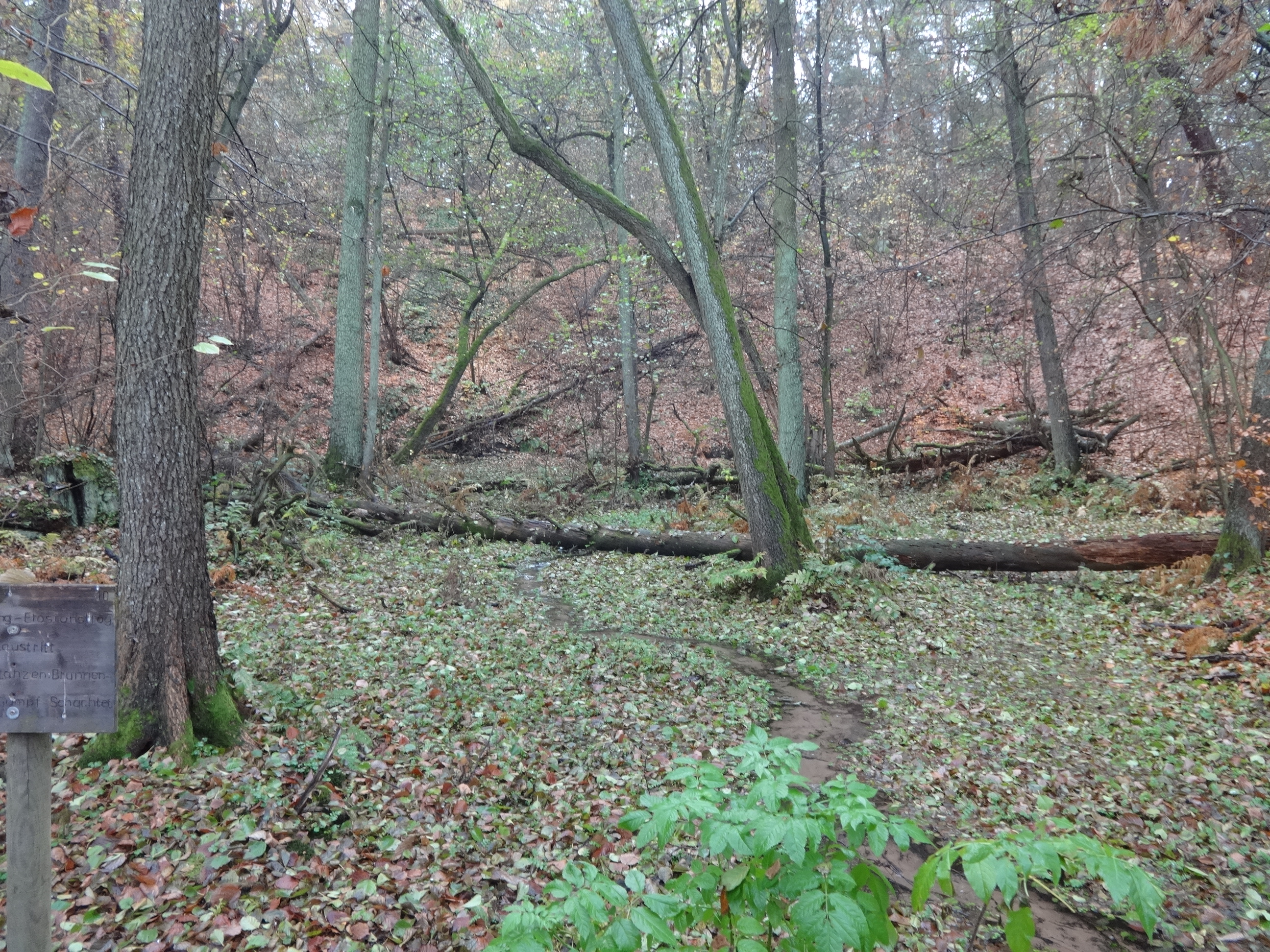
Quelle Klingespring

- An der Dorfaue erinnert ein Denkmal an die Gefallenen des Ersten und Zweiten Weltkrieges.
- Das 79 Hektar große Naturschutzgebiet Briesensee und Klingeberg wurde am 25. März 2002 unter Schutz gestellt. Es dient unter anderem der „Erhaltung von Lebensgemeinschaften und Lebensstätten wildlebender Tier- und Pflanzenarten, insbesondere der Quellbereiche, Fließ- und Standgewässer-Lebensräume mit ihren Quellfluren, Wasserpflanzen- und Röhrichtgesellschaften, der naturnahen Kiefern-Mischwälder, der ausgedehnten Bestände von Farn- und Wintergrüngewächsen an den Moränenhanglagen, der autochthonen Altkiefern-Bestände am Tornower See und Briesensee sowie der Erlenbrüche und Moorgehölze in den Ufer- und Verlandungsbereichen“[5]. Dort leben der Fischotter, der Eisvogel, der Schwarz- und Grünspecht, aber auch der Drosselrohrsänger. Daneben wachsen streng geschützte Pflanzenarten wie die Gelbe Teichrose, der Fieberklee und das Dolden-Winterlieb.
- Quelle Klingespring im Ortsteil Neuendorf am Tornower See, seit 1934 das älteste Naturdenkmal der Region[6] mit Osterwasserqualität
- Nach Nordosten schließt sich das Naturschutzgebiet Mühlenfließ-Sägebach an.
- Im Ort sind ein Anglerverein sowie eine Freiwillige Feuerwehr aktiv.

## Wirtschaft und Infrastruktur

### Wirtschaft
Der Ort ist im Wesentlichen vom Tourismus geprägt: Den Reisenden stehen mehrere Ferienwohnungen zur Verfügung. Daneben existieren einige wenige Handwerksunternehmen, Kleingewerbetreibende und ein Getränkehandel.

### Verkehr
Der Ort wird nach Norden über die Tornower Chaussee sowie im Nordosten über den Schwarzen Weg mit der Landstraße 74 verbunden.  Diese führt nach Teupitz, Egsdorf und die A 13.
Die Buslinie 726 der Regionalen Verkehrsgesellschaft Dahme-Spreewald verbindet den Ortsteil mit Teupitz, Groß Köris und Bestensee.